# Antheusina incompleta
Antheusina incompleta är en fjärilsart som beskrevs av M.Gaede 1928. Antheusina incompleta ingår i släktet Antheusina och familjen tandspinnare. Inga underarter finns listade i Catalogue of Life.